# (249516) Aretha
(249516) Aretha ist ein Asteroid des äußeren Hauptgürtels, der vom Wide-Field Infrared Survey Explorer (IAU-Code C51), einem unbemannten Weltraumteleskop der NASA, das im Januar 2010 den Betrieb aufnahm, am 15. Februar 2010 entdeckt wurde.
Der Asteroid gehört zur Veritas-Familie, einer Gruppe von Asteroiden, die nach (490) Veritas benannt ist und vermutlich vor 8,3 (± 0,5) Millionen Jahren durch das Auseinanderbrechen eines 150 km durchmessenden Asteroiden entstanden ist. Die zeitlosen (nichtoskulierenden) Bahnelemente von (249516) Aretha sind fast mit denjenigen zwölf weiterer Asteroiden identisch, von denen (13537) 1991 SG der größte ist, wenn man von der Absoluten Helligkeit ausgeht.
Der mittlere Durchmesser des Asteroiden wurde grob mit 4,306 km (±0,661) berechnet. Die ebenfalls grob berechnete Albedo von 0,046 (±0,022) lässt auf eine dunkle Oberfläche schließen.
(249516) Aretha wurde am 12. Juli 2014 nach der Soul-Sängerin Aretha Franklin (1942–2018) benannt. Der Vorschlag der Benennung kam von Amy Mainzer, die Principal Investigator des NEOWISE-Projektes ist. Der Mondkrater Franklin hingegen wurde 1935 nach Benjamin Franklin benannt.